# 明治公園のスダジイ
明治公園のスダジイ（めいじこうえんのスダジイ）は、東京都新宿区霞ヶ丘町の東京都立明治公園に生育するスダジイの巨木である。推定の樹齢は約350年から400年といわれ、江戸時代には同区本塩町の柳沢安忠（柳沢吉保の父）が住んでいた屋敷内にあったという。1964年（昭和39年）にすぐ近くに移植されたのを最初に、1996年（平成8年）に約3キロメートル離れた明治公園に再度移植された。2015年（平成27年）6月、東京オリンピック・パラリンピック開催に伴う国立競技場建設工事の影響により、聖徳記念絵画館近くに3たび移植された。このスダジイの木は1984年（昭和59年）に、新宿区の天然記念物に指定されている（指定名称は「シイ」）。

## 由来

### 旧地と2度にわたる移植
もともとこの木は、雪印メグミルク株式会社（新宿区本塩町13番地）の敷地内に生育していたものである。かつて雪印乳業東京支店だったこの建物の敷地2291平方メートルは、江戸時代に柳沢安忠（柳沢吉保の父）が住んでいた屋敷の跡地である。屋敷内にそびえ立っていたこの木にちなんで付近の人は「シイの木屋敷」と呼び、屋敷南側を坂町方面に通じている小道を「シイの木横町」と名付けていた。
推定の樹齢は約350年から400年といわれ、幹の太さは子供6人がかりでやっと手が回るほどであった。かつて樹勢盛んだった時代には、東西約18メートル、南北に7-8メートルほどにも繁茂していたという。よく目立つ木であり、太田道灌は鷹狩のたびにこの木を目印にしていたという言い伝えが残り、旅人も目標にしていた木である。
明治時代末期、屋敷の跡は政治家の小泉策太郎の住まいとなり、1937年（昭和12年）には外交官の長岡春一が屋敷を構えた。1957年（昭和32年）、クロバー乳業が敷地を買い取ったが、翌1958年（昭和33年）に合併により雪印乳業東京支店の所有地となった。合併当時、雪印乳業東京支店は木造2階建てであった。1964年（昭和39年）になって雪印乳業は東京支店の社屋を鉄筋コンクリートに改築しようとしたが、この木が工事の支障になった。
雪印乳業はこの木が老木であり、移植が成功するかどうかわからなかったことで伐採する方向で話を進めていた。その話を知った地元の人々は先祖代々親しんできた木を残したいとの思いから、本塩町会を中心にして助命運動を起こした。雪印乳業もその要望を受け入れて、25メートルほど離れた新社屋の玄関前に移植することを決めた。
しかし、「古木に手をつけるとタタリがある」として多くの植木屋が雪印乳業の依頼を拒絶した。結局同区荒木町の植木屋がこの仕事を引き受け、神主や関係者が集まって「お祓い」を行った上で移植作業に取りかかった。200人の職人がこの作業に携わり、4本あった枝のうち2本を切り落として移植した。根には発根剤をすり込み、栃木県と千葉県からトラックで運搬された100俵分の腐葉土で根を包み込んだ。移植作業は成功し、木は社屋の玄関前に根づいた。その後1996年（平成8年）7月に都市計画による外堀通りの道路拡幅計画に伴って、約3キロメートル離れた明治公園に再度移植された。

### 3度目の移植
2度目の移植後この木は明治公園の中で繁茂し、高さこそ5.5メートル程度であるものの根元の直径は4.7メートルあって、幹からは5メートル近い大枝が伸びていた。1984年（昭和59年）12月7日には、新宿区の天然記念物に指定された（指定名称は「シイ」）
この木は2015年（平成27年）6月、2020年の東京オリンピック・パラリンピック開催に伴う新国立競技場建設工事の影響により、聖徳記念絵画館近くに3たび移植された。移植工事に伴う入札は2014年（平成26年）4月16日に実施され、2社が応札した。結果は14,000,000円で株式会社富士植木が落札した。
富士植木では2014年（平成26年）中にこの木に根回しを施し、翌2015年（平成27年）6月に400トンクレーンを使ってトレーラーに積み込んだ
。木の「新天地」は明治神宮外苑の聖徳記念絵画館近くで、わずか数百メートルの距離ではあったが交通を遮断した夜間を利用して30分ほどかけて運搬した。なお、新国立競技場の事業主体である独立行政法人日本スポーツ振興センターによると、建設工事に伴って明治公園内の樹木約1500本のうち約1280本が伐採される予定という。

## 交通アクセス
所在地
- 東京都新宿区霞ヶ丘町 明治神宮外苑

交通
- JR総武線・信濃町駅より徒歩3分。
- 地下鉄青山一丁目駅・外苑前駅各徒歩10分。
- 地下鉄国立競技場駅徒歩5分。